# Eneremius
Eneremius is een geslacht van rechtvleugeligen uit de familie Lithidiidae. De wetenschappelijke naam van dit geslacht is voor het eerst geldig gepubliceerd in 1888 door Saussure.

## Soorten
Het geslacht Eneremius omvat de volgende soorten:
- Eneremius carinatus Dirsh, 1956
- Eneremius mendax Karny, 1910
- Eneremius mutus Saussure, 1888
- Eneremius namaquensis Dirsh, 1956
- Eneremius pallidus Dirsh, 1956